# Jamal-Halbinsel
Die Jamal-Halbinsel (auch Samojeden-Halbinsel genannt, russisch Ямал) befindet sich in Nordwest-Sibirien (Russland, Asien). Die Halbinsel gehört zum Autonomen Kreis der Jamal-Nenzen. Der Name Jamal bedeutet in der Sprache ihrer Ureinwohner, dem Nenzischen, so viel wie Ende der Welt.

## Geographie

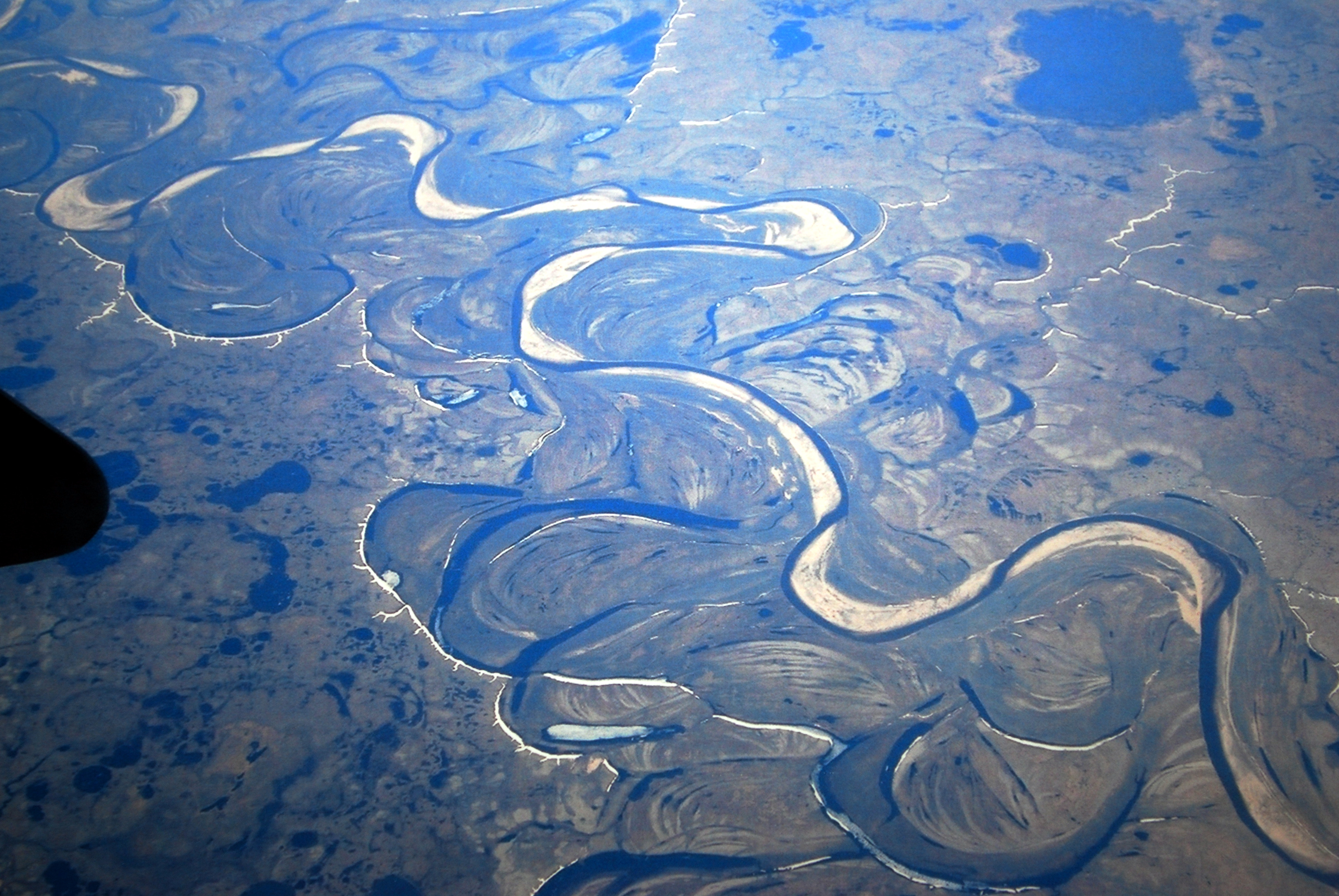
Landschaftsbild mit Altwasserarmen

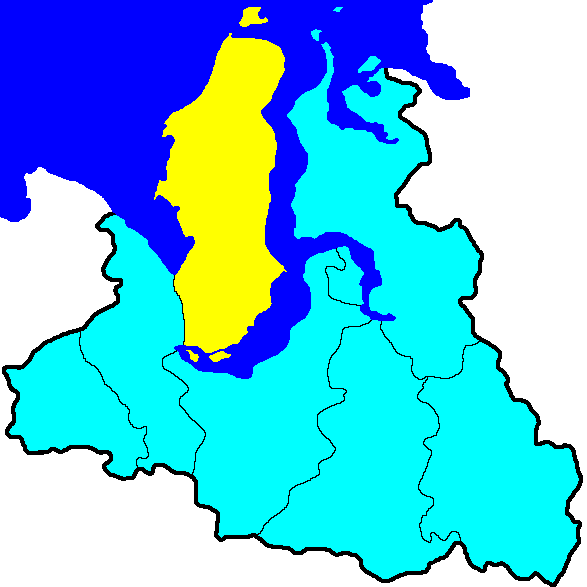
Der Jamalski-Rajon im Autonomen Kreis der Jamal-Nenzen

Die etwa 115.000 km² große Jamal-Halbinsel liegt nordöstlich vom Nordende des Uralgebirges und ragt westlich des Obbusens, in dem der Ob nach Norden strebt, in die bereits zum Nordpolarmeer gehörende Karasee hinein. Die Halbinsel entspricht im Wesentlichen dem Distrikt (Rajon) Jamalski, der außerdem noch vorgelagerte Inseln (vor allem Bely im Norden sowie Naretschi und Jumzino im Obbusen im Süden) umfasst. An der Festlandsanbindung im Südwesten grenzt die Halbinsel bzw. der Distrikt an den Priuralski rajon.
Der Distrikt Jamalski hat eine Fläche von 117.410 km². Am 1. Januar 2006 hatte er 15.653 Einwohner. Hauptort ist Jar-Sale an der Südküste. Daneben gibt es acht weitere kleine Orte. Dies sind Bowanenkowo, Japtik-Sale, Mys Kamenny, Nowy Port, Panajewsk, Saleman, Se-Jacha und Sjoenaj-Sale.
Die nur dünn besiedelte Halbinsel stellt den nordwestlichen Ausläufer des großen Westsibirischen Tieflands dar. Außerdem ist die Halbinsel, deren Landschaftsbild von eiszeitlichen Gletschern abgehobelt und plattgewalzt wurde und von der Tundra beherrscht wird, der nordwestlichste Teil von Asien, denn die angrenzende Karasee wird als der nördliche Beginn der innereurasischen Grenze betrachtet.

## Bevölkerung und Wirtschaft

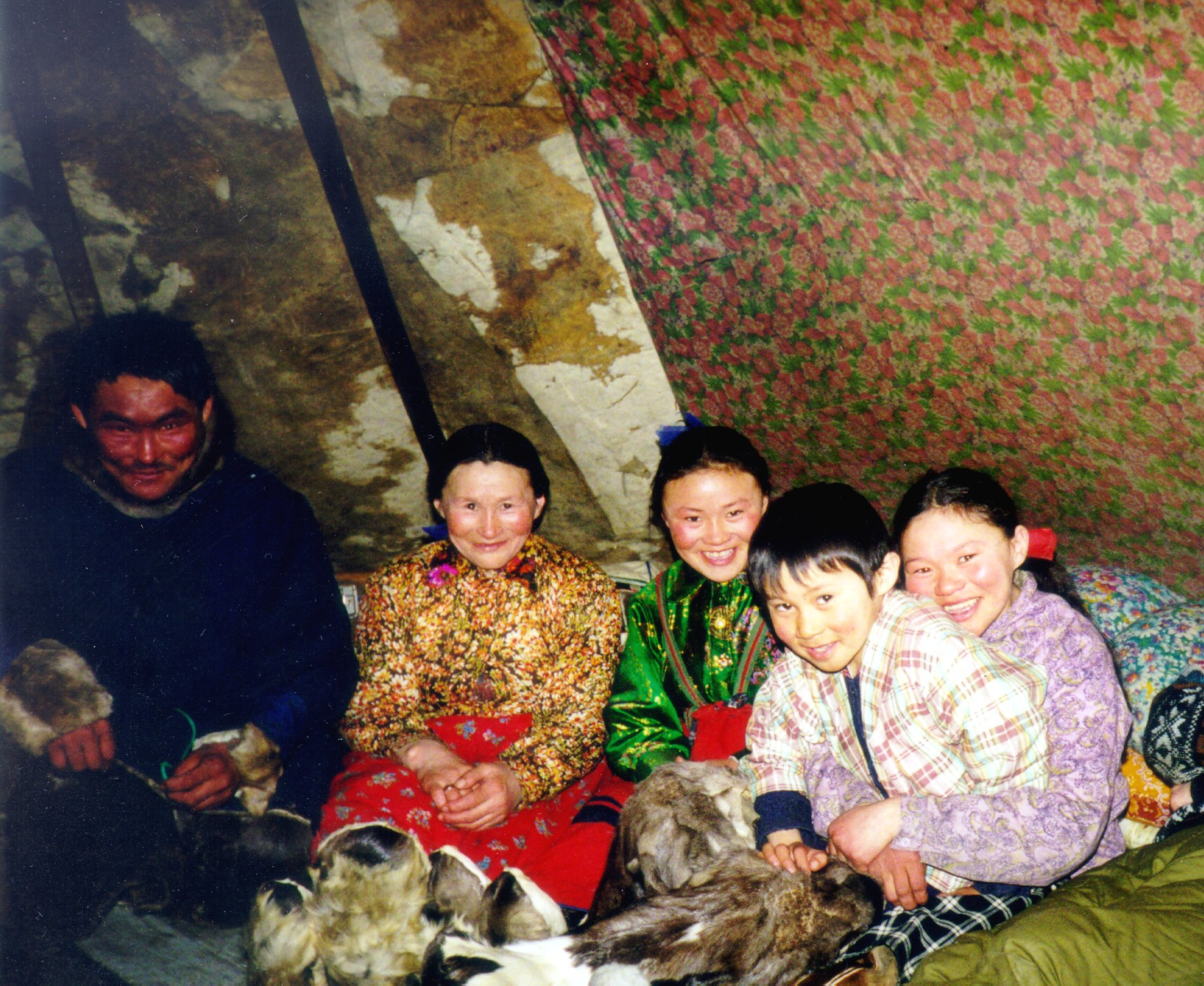
Eine Familie der Nenzen

Die indigene Bevölkerung der Jamal-Halbinsel gehört überwiegend zum Volk der Nenzen, das dort ganzjährig vollnomadische Rentierzucht betreibt. Diese weltweit einmalige Wirtschafts- und Lebensweise steht jedoch unter starkem Konkurrenzdruck, zum einen durch die Überweidung der Halbinsel, zum anderen, da Jamal einige der weltgrößten Erdgasvorkommen beherbergt. Diese werden durch den russischen Gaskonzern Gazprom gefördert und über Pipelines, wie der JAMAL-Europaleitung bis nach Europa geleitet, wo sie unter anderem durch die E.ON-Tochter Ruhrgas vermarktet werden. Die JAMAL-Europaleitung der Gazprom transportiert das Erdgas bis Mallnow in Deutschland, dem Beginn der Jamal-Gas-Anbindungs-Leitung (JAGAL). Ein großes Infrastrukturprojekt mit Investitionen von umgerechnet einigen Milliarden Euro ist der Hafen Sabetta.
Die Firma Novatek eröffnete 2018 bei Sabetta (Сабетта) ein Werk zur Erdgasverflüssigung mit einer Jahreskapazität von 16,5 Mt LNG als nördlichste Industrieanlage der Welt. Das Investitionsvolumen wird mit 27 Mrd. US$ angegeben.
Seit 2014 kommt es in den Sommermonaten vermehrt zu gigantischen Explosionen, bei denen Gasblasen freigesetzt werden. Ursache ist die Erderwärmung, durch die bisher im Permafrostboden gebundene Erdgas-Hydrate aufsteigen.

## Verkehrsanbindung
Seit 2011 sind Bowanenkowo und Karskaja durch die Bahnstrecke Obskaja–Karskaja von Obskaja aus erreichbar.